# OmniWeb
OmniWeb è un browser sviluppato per il sistema operativo macOS da The Omni Group.

## Storia
OmniWeb fu sviluppato originariamente da The Omni Group e rilasciato da Lighthouse Design per la piattaforma NEXTSTEP il 17 marzo 1995. Quando NeXTSTEP evolse in OpenStep e poi in Mac OS X, OmniWeb fu aggiornato per eseguirsi su queste piattaforme. OmniWeb gira anche su Microsoft Windows attraverso Yellow Box o i framework OpenStep. Dopo che Lighthouse Design fu comprata da Sun Microsystems, The Omni Group commercializzò il prodotto da sé, dalla versione 2.5 in poi. Dalla versione 4.0, OmniWeb viene sviluppato solo per Mac OS X.
La migliore funzione di OmniWeb è il blocco dei pop-up pubblicitari, che poi è stata copiata dai principali browser fra cui Opera, Firefox e Internet Explorer.
OmniWeb è sviluppato usando la API Cocoa che permette di sfruttare tutte le funzioni fornite da Mac OS X. Usa Quartz per gli effetti grafici, usa più processori se sono disponibili, e fornisce un'interfaccia che fa uso di cassetti, fogli e barre degli strumenti personalizzabili.
OmniWeb originariamente sviluppò il suo proprio motore di rendering HTML. Però il motore non era compatibile con i più recenti standard Internet come i Cascading Style Sheets. Nel febbraio 2003, The Omni Group adotto il motore di rendering WebCore di Apple basato su KHTML, che fu creato da Apple per il suo browser Safari.
L'11 agosto 2004, The Omni Group commercializzò la versione 5.0 di OmniWeb, la quale includeva molte nuove funzioni. La funzione più appariscente fu l'adozione del tabbed browsing, nel quale i tab vengono visualizzati verticalmente lungo il lato della finestra, insieme a delle miniature. A dispetto delle lamentele sul cassetto dei tab che sembra veramente un tab, la funzione è resistita fino ad ora.

## Funzioni
- Finestra separata per la compilazione dei form  .
- Lista dei link: Cliccando sull'apposito bottone nella toolbar si possono rapidamente vedere tutti i link contenuti nella pagina.
- Blocco della pubblicità: OmniWeb ha dei criteri per il riconoscimento e il bloccaggio della pubblicità
- Scorciatoie: OmniWeb permette di assegnare una scorciatoia da tastiera ad un sito o ad una ricerca..
- Preferenze del sito: OmniWeb permette di assegnare delle preferenze, come la dimensione dei caratteri, ad ogni singolo sito web.